# Stolephorus
Stolephorus es un género de peces teleósteos que pertenece a la familia Engraulidae. Esta familia incluye varias especies de boquerones e incluso anchoas.

## Especies
- Stolephorus acinaces Harutaka Hata & Sébastien Lavoué & Motomura, 2020
- Stolephorus advenus Wongratana, 1987
- Stolephorus andhraensis Babu Rao, 1966
- Stolephorus apiensis (D. S. Jordan & Seale, 1906)
- Stolephorus baganensis Hardenberg, 1933
- Stolephorus brachycephalus Wongratana, 1983
- Stolephorus carpentariae (De Vis, 1882)
- Stolephorus chinensis (Günther, 1880)
- Stolephorus commersonnii Lacépède, 1803
- Stolephorus dubiosus Wongratana, 1983
- Stolephorus holodon (Boulenger, 1900)
- Stolephorus indicus (van Hasselt, 1823)
- Stolephorus insularis Hardenberg, 1933
- Stolephorus multibranchus Wongratana, 1987
- Stolephorus nelsoni Wongratana, 1987
- Stolephorus pacificus W. J. Baldwin, 1984
- Stolephorus ronquilloi Wongratana, 1983
- Stolephorus shantungensis (G. L. Li, 1978)
- Stolephorus teguhi Seishi Kimura, Hori & Shibukawa, 2009
- Stolephorus tri (Bleeker, 1852)
- Stolephorus waitei D. S. Jordan & Seale, 1926